# 加勒森 (南达科他州)
加勒森（英語：Garretson），是美国南达科他州下属的一座城市。根据2010年美国人口普查，该市有人口1,182人。论人口在本州排行第56。